# Хорпия
Хорпия — посёлок в Свердловской области России, административно подчинённый городу Ивделю. Входит в Ивдельский муниципальный округ.
Ранее посёлок являлся административным центром Хорпийского сельсовета города Ивделя.

## История
Посёлок ведёт свою историю от поселения лесоучастка № 4, располагавшегося на территории Бурмантовского сельсовета, который 22 ноября 1966 года решением Президиума Верховного Совета РСФСР переименован в посёлок Хорпия. 30 ноября 1976 года Хорпия становится центром Хорпинского сельсовета преобразованного из Бурмантовского.
На территории посёлка располагалось 7-е отделение Ивдельского УЛИТУ (Учреждение Н-240/7) в ведении которого находилось 5 исправительно-трудовых колоний, в том числе непосредственно примыкавшая к территории посёлка ИТК-22, с особым и усиленным режимами содержания осужденных (от 900 до 1100 заключённых, в основном особо-опасных рецидивистов). 
До начала 1990-х годов Хорпия имела развитую инфраструктуру включающую среднюю школу, детский сад, кинотеатр, библиотеку, поликлинику, другие объекты социального обеспечения. Основное население составляли семьи сотрудников исправительно-трудовых учреждений и части Внутренних войск МВД СССР (4 батальон в/ч 6602) дислоцируемой здесь же. Труд заключенных использовался на лесозаготовках. До 1988 года осуществлялся сплав леса по реке Лозьве (в дальнейшем лес стали вывозить).
В 1989 году в ИТК-22 был ликвидирован особый режим, с этого времени посёлок начал приходить в упадок сопровождающийся массовым выездом населения и сокращением хозяйственной деятельности. После распада СССР этот процесс ускорился, колония и военная часть прекратили существование. В настоящее время значительная часть дворов посёлка заброшены.

## Географическое положение
Хорпия расположена в 67 километрах (по дорогам в 80 километрах) к северу от города Ивделя, в лесной местности, на левом берегу реки Лозьвы.

## Узкоколейная железная дорога
В советское время в посёлке была расположена начальная станция узкоколейной железной дороги Хорпия — Верхний Пелым — Мальтья.

## Население
| 2002 | 2010 |
| ---- | ---- |
| 176  | ↘75  |